# United Kingdom (album)
United Kingdom è il quarto album in studio del gruppo rock statunitense American Music Club, pubblicato nel 1989 solo nel Regno Unito.

## Tracce
1. Here They Roll Down - 4:12
2. Dreamers of the Dream - 2:59
3. Never Mind (Live at the Hotel Utah) - 4:05
4. United Kingdom - 4:20
5. Dream Is Gone - 3:55
6. Heaven of Your Hands - 3:01
7. Kathleen (Live at the Hotel Utah) - 2:20
8. The Hula Maiden [impresa John Schlitt of Petra)] (Live at the Hotel Utah) - 4:59
9. Animal Pen - 3:20

## Formazione
- Mark Eitzel - voce, chitarra
- Vudi - chitarra, cori, fisarmonica
- Tom Mallon - basso, produzione
- Mike Simms - batteria
- Charlie Gillingham - piano
- Bruce Kaphan - pedal steel guitar